# Périgny (Allier)
Périgny – miejscowość i gmina we Francji, w regionie Owernia-Rodan-Alpy, w departamencie Allier.

## Demografia
Według danych na rok 1990 gminę zamieszkiwało 416 osób, a gęstość zaludnienia wynosiła 15 osób/km². W styczniu 2015 r. Périgny zamieszkiwało 480 osób, przy gęstości zaludnienia wynoszącej 17,3 osób/km².